# Harlech Castle

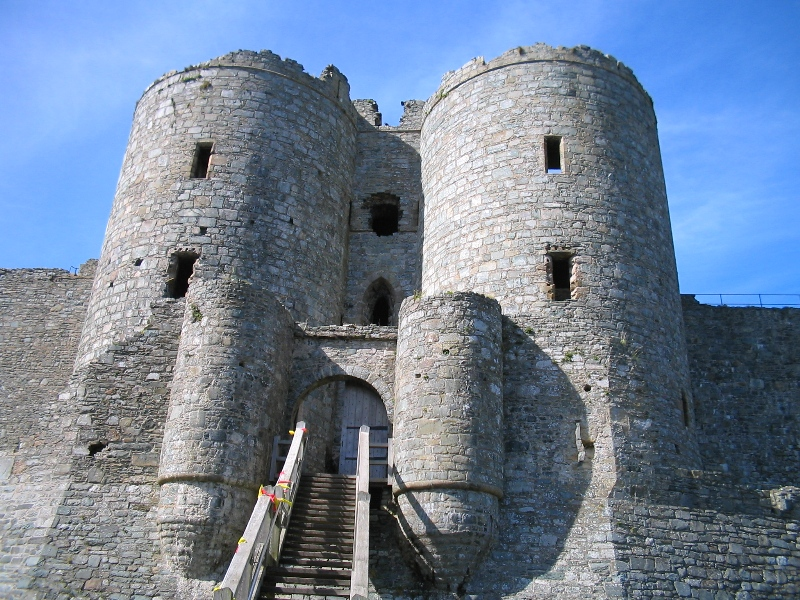
Harlech Castle.

Harlech Castle är en slottsruin som ligger i Harlech i Wales. Slottet byggdes i samband med Edvard I:s andra fälttåg mot norra Wales för att befästa det engelska greppet över Wales. Konstruktionen påbörjades 1283 och arbetet tog sju år att färdigställa. Liksom många av borgarna i området ritades den av James of St George. Slottet byggdes uppe på en klippa nära havet. Strandlinjen har sedan dess dragit sig tillbaka. Borgen är känd från sången Men of Harlech.

## Historik
År 1404 erövrades slottet av Owain Glyndŵr under dennes uppror mot Englands styre över Wales. Harlech Castle blev hans residens och huvudkvarter. Fyra år senare, efter en lång belägring, blev slottet återtaget av engelsmännen under prins Henrik (senare Henrik V).
Under Rosornas krig hölls Harlech av Sir Richard Tunstall under den första delen av Edvard IV av Englands styre (1461-1470). Slottet var den sista befästning som fortfarande stod under Lancasters kontroll. Efter att slottet omringats av Yorkska trupper 1468 lyckades försvararna motstå en lång belägring genom att transporter till slottet kunde ske sjövägen. Efter hela sju år gav slottets försvarare upp och det sista Lancasterfästet föll. 

## Nutiden
Harlech är en del av "Castles and Town Walls of King Edward in Harlech, Beaumaris, Caernarfon and Conwy (Gwynedd)" och är ett världsarv. Slottet sköts idag av Cadw och är öppet för besökare.